# Slobodan Homen
Slobodan Homen (serbisch-kyrillisch Слободан Хомен; * 19. April 1972 in Belgrad, Jugoslawien) ist ein serbischer Politiker und bekleidet das Amt des Staatssekretärs im serbischen Justizministerium.

## Leben
Homen studierte an der juristischen Fakultät der Universität Belgrad. 2001 machte er Examen und vervollständigte seine Studien an der John F. Kennedy School of Government (Executive Network Program) an der Harvard University. Von 1996 bis 2007 war er zunächst als Assistent und dann als Anwalt tätig.